# 6418 Hanamigahara
6418 Hanamigahara (1993 XJ) là một tiểu hành tinh vành đai chính được phát hiện ngày 8 tháng 12 năm 1993 bởi T. Kobayashi ở Oizumi.